# Henning Christiansen
Henning Christiansen (Kopenhagen, 28 mei 1932 - Næstved, 10 december 2008) was een Deens componist en kunstenaar, die woonde op het Deense eiland Møn. Christiansen was een van de eerste Fluxus-componisten. Hij voerde zijn werken slechts zelden uit op een gewone instrumentale manier. Zijn muziek is experimenteel en deels atonaal.

## Individuele tentoonstellingen (selectie)
- 1984: I'm alone with my phone; Eks-Skolens Verlag Kopenhagen
- 1984-1985: Phentesilea - Partitur - Bilder; Daad Galerie Berlijn
- 1985: Ohrsalon I; Galerie Riis & Givskov, Horsens, Denemarken
- 1985: Ohrsalon II Das gelbe Schloß; Galerie Skt. Agnes Roskilde, Denemarken
- 1985: Die Freiheit ist um die Ecke; Partiturausstellung, Galerie Gelbe Musik Berlijn

## Muziekwerken (selectie)
- fluxorum organum Opus 39 (1967)
- 82 min fluxorum organum (1968)
- Kreuzmusik (1989)

- Biblioteca Nacional de España: XX1146569
- Bibliothèque nationale de France: cb13892485m (data)
- Digitale Bibliotheek voor de Nederlandse Letteren: chri064
- Gemeinsame Normdatei: 120574675
- International Standard Name Identifier: 0000 0001 1934 8611
- Library of Congress Control Number: n87825231
- Nationale Bibliotheek van Letland: 000298065
- MusicBrainz: c7bdd07e-a0fd-4608-95e8-c2af71d8ce0f
- Nationale Bibliotheek van Tsjechië: jo20000076381
- Nationale Bibliotheek van Israël: 987007343481105171
- Nationale Bibliotheek van Polen: a0000003533359
- Nederlandse Thesaurus van Auteursnamen: 311804012
- RKD-Nederlands Instituut voor Kunstgeschiedenis: 258969
- SNAC: w6cw3bf9
- Système universitaire de documentation: 080006272
- Union List of Artist Names: 500192780
- Virtual International Authority File: 57035219
- WorldCat: E39PBJd88JtPxYHkfD4BtD4cyd